# Tony Moreno
Tony Moreno (* 13. März 1956 in New York City) ist ein US-amerikanischer Jazzschlagzeuger.

## Leben und Wirken
Moreno, Sohn der Harfenistin und Musikwissenschaftlerin Nina Dunkel Moreno, einer Schülerin von Nadia Boulanger, hatte ab dem vierten Lebensjahr Klavierunterricht an der New Yorker Dalcroze School of Music und im Alter von zehn Jahren den ersten Schlagzeugunterricht bei Stan Koor. Vom elften bis zum siebzehnten Lebensjahr war er Schüler von Elvin Jones am Professional Percussion Center von Frank Ippolito.
Nach dem Besuch der Manhattan School of Music lebte und arbeitete Moreno sechs Jahre lang in Europa. Er trat u. a. mit Dave Phillips, Freedance (mit John O’Gallagher und Rez Abbasi) und dem Trio von Jürgen Friedrich (mit John Hébert) auf. Zwischen 2005 und 2007 tourte er mit Friedrichs Trio und Dave Liebman durch Deutschland, die Schweiz und die USA. Er spielte weiterhin mit dem Timuçin Şahin-Greg Osby Quartet, dem Jean-Michel Pilc Trio, Art Lande, und dem Fred Favarel Quartett.
Moreno arbeitet seit 1989 von New York aus. Mehrere Alben nahm er im Trio mit Bruce Arnold und Ratzo Harris auf; die Gruppe trat 2005 und 2006 auch in Moskau auf. Weiterhin ist Moreno Mitglied des Quartetts von Kendra Shank (mit Frank Kimbrough und Dean Johnson) und der Gruppe Global Motion (mit Marc Mommaas, Nicolaj Hess und John Hebert). Er hat auch Filmmusiken geschrieben. Als Hochschullehrer unterrichtete er Jazz an der New York University und der Columbia University.

## Diskographie
- Fred Favarel Group: The Search mit Richie Beirach, Peter Herbert, Dave Pietro, John O’Gallagher, Tim Ries, Oscar Noriega, Mark Feldman, Erik Friedlander
- Bruce Arnold: A Few Dozen
- Frank Kimbrough: Noumena mit Scott Robinson, Ben Monder
- Riccardo Luppi & Stefano Battaglia: Mnemosine mit Paolino Dalla Porta
- Jürgen Friedrich Trio: Surfacing
- Kendra Shank: Reflections
- Dave Phillips & Freedance
- Gene Shimosato: One World Tribe mit Lonnie Plaxico, Ravi Coltrane, Takuya Nakamura
- Haze Greenfield: Providence mit Jaki Byard, Dean Johnson
- Penelope Tobin: When mit Mark Feldman, Dean Johnson, Chico Freeman
- Steve Doyle: Presence mit Dave Stryker, Chris Potter
- Rez Abbasi: Modern Memory mit Tim Hagans, Gary Thomas, Michael Formanek, Scott Whitfield
- Jayson-Erik Caste: You Taught My Heart To Sing mit Russ Lossing, Billy Drewes, Dean Johnson
- Peggy Stern: Actual Size mit Ron Horton, Harvie S, Memo Acevedo, Bernard Purdie, Art Baron, John McKenna, Arther Kell
- Roberto Bonati: Circles mit Mario Piacentini, Paul McCandless
- Steve Amirault: Reflecting Images mit Sean Conly
- Mark Mommaas and Global Motion mit Nicolai Hess, John Hebert und Rez Abbasi
- Mario Piacentini Trio: Canto Atavico mit Roberto Bonati
- Sean Conly: The Invisibles mit Ben Monder, Tony Malaby, John O’Gallagher
- Quartetto: Moire Signum mit Stefano Battaglia, Paulino Della Porta, Riccardo Luppi
- Diane Hubka: Look No Further mit John Hart, Frank Kimbrough, Dean Johnson, Scott Whitfield
- Spooky Actions: Music of Webern mit Bruce Arnold, John Gunther, Peter Herbert
- Short Stories (Mayimba, 2017), mit Jean-Michel Pilc, Ron Horton, Marc Mommaas, Ugonna Okegwo